# Novoa (Carballeda de Avia)
Novoa (llamada oficialmente Santo Estevo de Nóvoa) es una parroquia y un lugar español del municipio de Carballeda de Avia, en la provincia de Orense, Galicia.

## Toponimia
La parroquia también es conocida por los nombres de San Esteban de Novoa y San Estevo de Novoa.

## Organización territorial
La parroquia está formada por una entidad de población:
- San Esteban (Santo Estevo)

## Demografía
Gráfica demográfica del lugar de San Esteban y parroquia de Novoa según el INE español:
| Gráfica de evolución demográfica de Novoa entre 2000 y 2022 |
|                                                             |
| Datos según el nomenclátor publicado por el INE.            |